# Germano Muʿaqqad
Germano Muʿaqqad (Damasco, 3 gennaio 1852 – Beirut, 11 febbraio 1912) è stato un arcivescovo cattolico siriano.
Monaco salvatoriano, fu vicario patriarcale di Gerusalemme dei melchiti, eparca di Baalbek e fondatore della Società dei missionari di San Paolo.

## Biografia
Nato Youssuf Muʿaqqad, lasciò la natia Damasco all'età di sedici anni ed entrò, all'insaputa della famiglia, nel noviziato del monastero basiliano del Santissimo Salvatore. Prese il nome religioso di Ignazio e fu figlio spirituale di Clemente Bahhouth, già patriarca di Antiochia.
Fu ordinato diacono nel 1874 e prete l'anno successivo. Fu professore nel collegio patriarcale di Damasco, professore di filosofia nel seminario maggiore dei salvatoriani, parroco delle comunità cattoliche greco-melchite di Alessandria e del Cairo e poi segretario del patriarca Gregorio II.
Fu vicario patriarcale a Gerusalemme per circa un decennio: acquistò a nome dei cattolici greco-melchiti la VI stazione della Via Crucis di Gerusalemme. Entrò anche in rapporto con i padri bianchi, che a Gerusalemme avevano aperto il seminario melchita di Sant'Anna.
Nel 1886 fu consacrato eparca di Baalbek e prese il nome vescovile di Germano. Trovò la sua diocesi in uno stato di profonda miseria spirituale e nel 1894 si dimise per dedicarsi alla fondazione Società dei missionari di San Paolo.

## Genealogia episcopale
La genealogia episcopale è:
- Eparca Leonzio
- Patriarca Atanasio III Dabbas
- Eparca Neofito Nasri
- Eparca Eutimio Fadel
- Patriarca Cirillo VII Siage
- Patriarca Agapio III Matar
- Patriarca Clemente I Bahous
- Patriarca Gregorio II Youssef-Sayour
- Arcieparca Germano Muʿaqqad, B.S.